# Galoas
Les Galoas (ou Galloa, Galoas, Galwa, Galwas, Ingulua, Ngaloi) sont une population gabonaise implantée sur le cours inférieur de l'Ogooué. Ils font partie du groupe Myènè.

## Histoire
Ils ont longtemps servi d'intermédiaires entre les populations vivant en amont du fleuve et celles vivant au bord de l'océan.

## Langue
Selon la classification des langues bantoues établie par Malcolm Guthrie, la langue galoa (ou galwa, galua, galloa, omyene) appartient au groupe myènè et est codée B11c.
En 2000 le nombre de locuteurs de cette langue était estimé entre 2 000 et 11 000.

## Culture

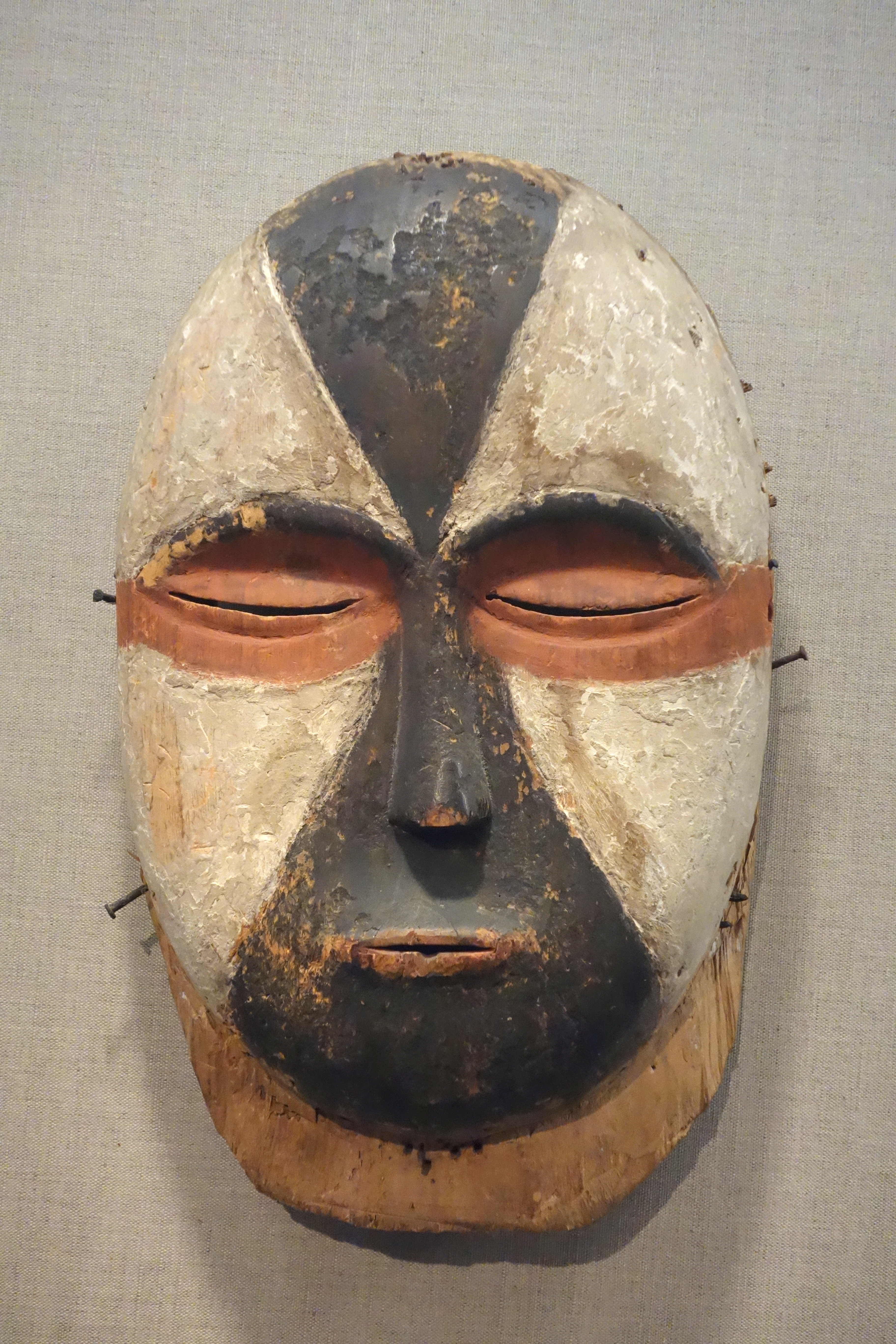
Masque galoa ou mpongwe

Les masques les plus connus des Galoa sont ceux appartenant à la société Okukwé. Généralement plats et ovales, ils présentent un décor peint aisément reconnaissable, avec des yeux mi-clos, un nez droit, une construction symétrique de triangles qui s'opposent sur le front et le menton.